# Lettelberterdiep

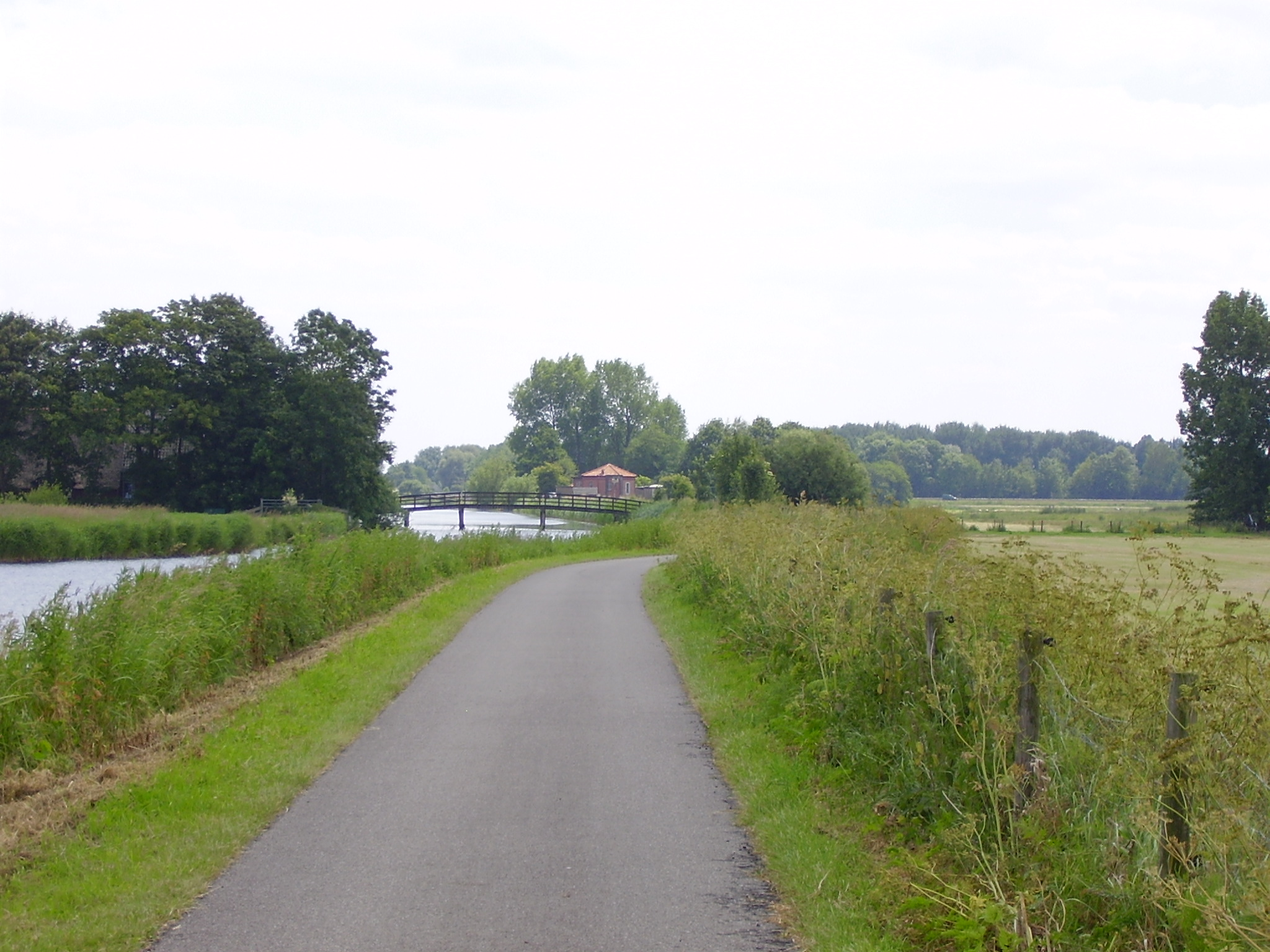
Lettelberterdiep

Het Lettelberterdiep is een kanaal tussen het Leekstermeer en het Hoendiep even ten zuiden van Enumatil.

## Functie
Het kanaal is de belangrijkste afwatering van het gedeelte van het Westerkwartier ten zuiden van de Leeksterhoofddiep. Aan de oostzijde van het kanaal ligt 'Bergboezem Lettelbert', een honderd hectare grote reserve waterberging die in 2022 gereed kwam. 

## Bruggen
Oorspronkelijk lag er maar een brug over het kanaal, de Lettelbertertil in het dorp Lettelbert. Vanaf de laatste decennia van de 20e eeuw zijn daar zes bruggen bij gekomen, te weten twee bruggen in de A7 en een in de naastgelegen parallelweg. Verder een toegangsbrug naar de waterberging, een toegangsbrug naar een huis aan de oostzijde van het kanaal, dat zijn toegangsweg over land was kwijtgeraakt door de aanleg van de waterberging, en ten slotte een fietsbrug aan het einde van het kanaal.